# あん摩マッサージ指圧師試験
あん摩マッサージ指圧師国家試験（あんまマッサージしあつしこっかしけん）とは、国家資格である、あん摩マッサージ指圧師の免許を取得するための国家試験である。
あん摩マツサージ指圧師、はり師、きゆう師等に関する法律第2条第1項に基づいて行われる。厚生労働省医政局監修。試験の実施に関する事務は、厚生労働大臣の委任を受けた財団法人東洋療法研修試験財団が行う。

## 受験資格
- （1）学校教育法（昭和22年法律第26号）第90条第1項の規定により大学に入学することのできる者（法第2条第1項の規定により文部科学大臣の認定した学校が大学である場合において、当該大学が学校教育法第90条第2項の規定により当該大学に入学させた者又は法附則第18条の規定により学校教育法第90条第1項の規定により大学に入学することができる者とみなされる者を含む。）であって、3年以上、文部科学省令・厚生労働省令で定める基準に適合するものとして、文部科学大臣の認定した学校又は厚生労働大臣の認定した養成施設において、あん摩マッサージ指圧師となるのに必要な知識及び技能を修得した者（その年の指定する日までに修業し、又は卒業する見込みの者を含む。）。

- （2）あん摩マツサージ指圧師、はり師、きゆう師等に関する法律の一部を改正する法律（昭和63年法律第71号。以下「改正法」という。）の施行の際（平成2年4月1日）現に改正法による改正前の法第2条第1項の規定により文部大臣の認定した学校又は厚生大臣の認定した養成施設において同項に規定する知識及び技能の修得を終えている者並びに改正法施行の際現に当該学校又は養成施設において当該知識及び技能を修得中の者であって、改正法施行後にその修得を終えた者。

- （3）あん摩マツサージ指圧師、はり師及びきゆう師に係る学校養成施設認定規則（昭和26年文部省・厚生省令第2号）第4条に定める程度の著しい視覚障害があり、学校教育法第57条の規定により高等学校に入学することのできる者（法附則第18条の2第2項の規定により、学校教育法第57条の規定により高等学校に入学することのできる者とみなされる者を含む。）であって、法附則第18条の2第1項の規定により文部科学大臣の認定した学校又は厚生労働大臣の認定した養成施設において、3年以上、あん摩マッサージ指圧師となるのに必要な知識及び技能又は5年以上、あん摩マッサージ指圧師、はり師及びきゅう師となるのに必要な知識及び技能を修得した者（その年の指定する日までに修業し、又は卒業する見込みの者を含む。）。

- （4）沖縄の復帰に伴う特別措置に関する法律（昭和46年法律第129号）の施行の際（昭和47年5月15日）現に沖縄県内のあん摩マッサージ指圧師に係る学校若しくは養成施設を卒業している者又はこれらの学校若しくは養成施設において修業中であり、沖縄の復帰に伴う特別措置に関する法律の施行後に当該学校又は養成施設を卒業した者であって、法第2条第1項に規定するあん摩マッサージ指圧師となるのに必要な知識及び技能を修得した者と同等以上の知識及び技能を有する者として都道府県知事が認めた者。

## 試験日・合格発表日
- 試験日
  - 例年2月下旬の土曜

- 合格発表日
  - 例年3月下旬

## 試験地
- 晴眼者：宮城県、東京都、愛知県、大阪府、香川県、鹿児島県
- 視覚障害者：山梨県、福井県を除く各都道府県

## 試験科目
1. 医療概論（医学史を除く。）
2. 衛生学・公衆衛生学
3. 関係法規
4. 解剖学
5. 生理学
6. 病理学概論
7. 臨床医学総論
8. 臨床医学各論
9. リハビリテーション医学
10. 東洋医学概論
11. 経絡経穴概論
12. あん摩マッサージ指圧理論
13. 東洋医学臨床論

基本的には、筆記試験だが、視覚障害者については、申請により次の方法による受験を認めている。
- ア.拡大文字、超拡大文字又は点字による受験
- イ.アの方法と試験問題を録音したテープの使用又は試験問題の読み上げの併用による受験。ただし、文部科学大臣の認定した学校の長又は厚生労働大臣の認定した養成施設の長がやむを得ないと認めた者に限る。
- ウ.照明器具、読書補助具、点字タイプライター等の使用による受験

実際の試験は1日間にわたって行われ、午前に医療概論、衛生学・公衆衛生学、関係法規、解剖学、生理学、病理学概論、臨床医学総論、午後に臨床医学各論、リハビリテーション医学、東洋医学概論、経絡経穴概論、あん摩マッサージ指圧理論、東洋医学臨床論の順に行われる。
合格基準については合格発表後に掲示される。 ただし、あん摩マッサージ指圧理論を3割とらないと他の科目が満点であってもその時点で不合格となっていたが、あん摩マッサージ指圧理論が悪くても総合点で90点以上取れば合格となる。